# Sihlporte
Die Sihlporte (von mittelhochdeutsch und romanisch Porte „Pforte, Tor“) ist ein Platz in der Schweizer Stadt Zürich, auf dem früher ein Stadttor stand.

## Geschichte
Die Sihlporte war ein Stadttor der vierten Stadtbefestigung auf der linken Seite des Limmatufers. Es wurde erst 1661 zwischen dem Löwen- und dem Katzbollwerk in die Kurtine eingebaut. Auf der Stadtseite stand im Zentrum des Platzes ein Zollhaus. Neben der Sihlporte wurde der Sihlkanal durch die Stadtbefestigung geführt. Er überquert noch ausserhalb der Stadtbefestigung mit einem Aquädukt die Sihl.
Die Sihlporte war eines der wichtigsten Tore der Stadt Zürich, weil es der einzige befahrbare Zugang zur Stadt links der Limmat war. Die aus dem Stadttor hinaus führende Strasse führte nach Baden.
Der Wall zwischen dem Löwen- und dem Katzbollwerk wurde ab 1834 abgetragen, ebenso die Sihlporte; und es entstand der heutige Platz Sihlporte.
In den 1930er Jahren entstand um die Sihlporte ein Geschäftszentrum mit den Häusern Schmidhof, Handelshof und Sihlporte 3, wobei letzteres Gebäude das einzige ist, das als Adresse Sihlporte verwendet.

## Bilder

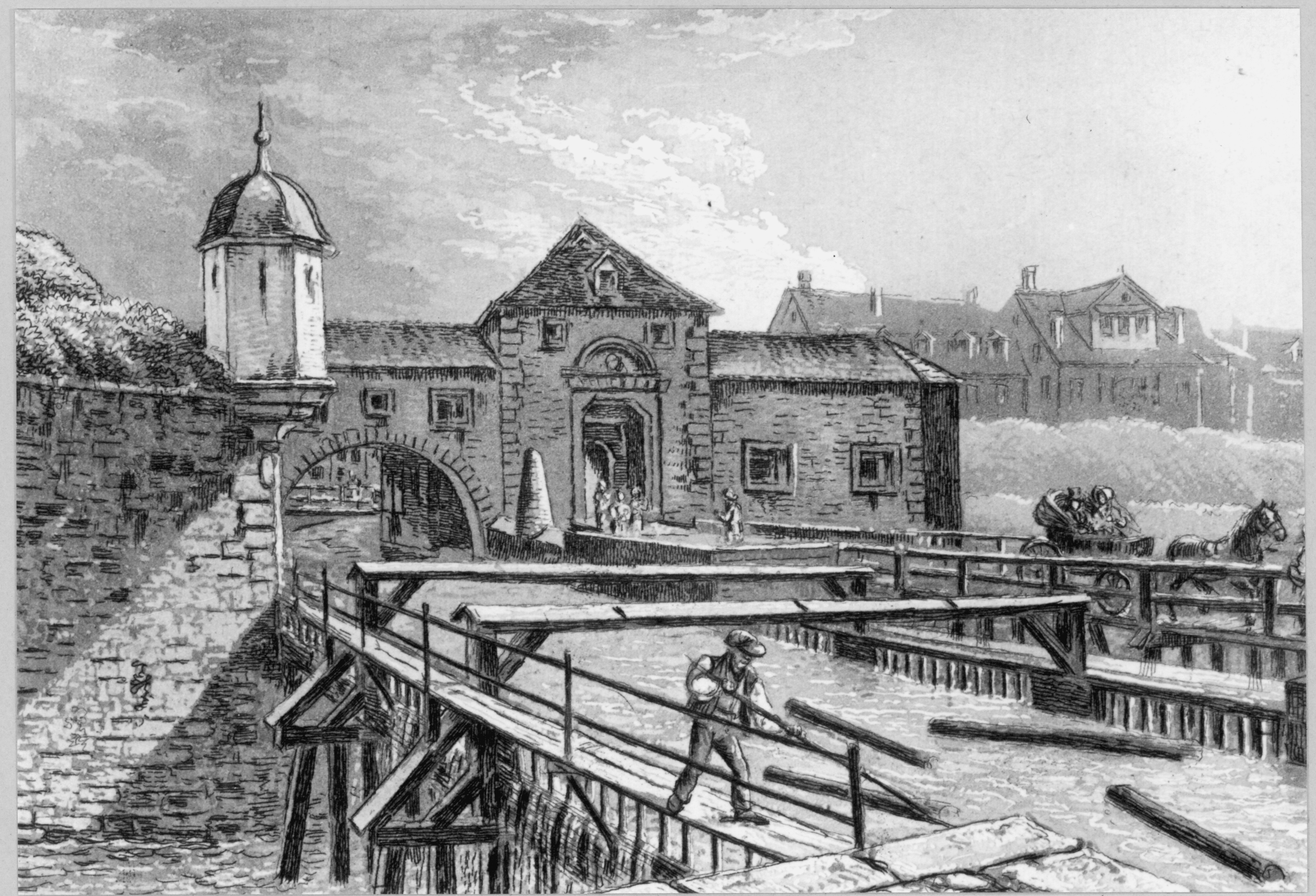
Flösser am Sihlkanal vor der Sihlporte ca. 1840
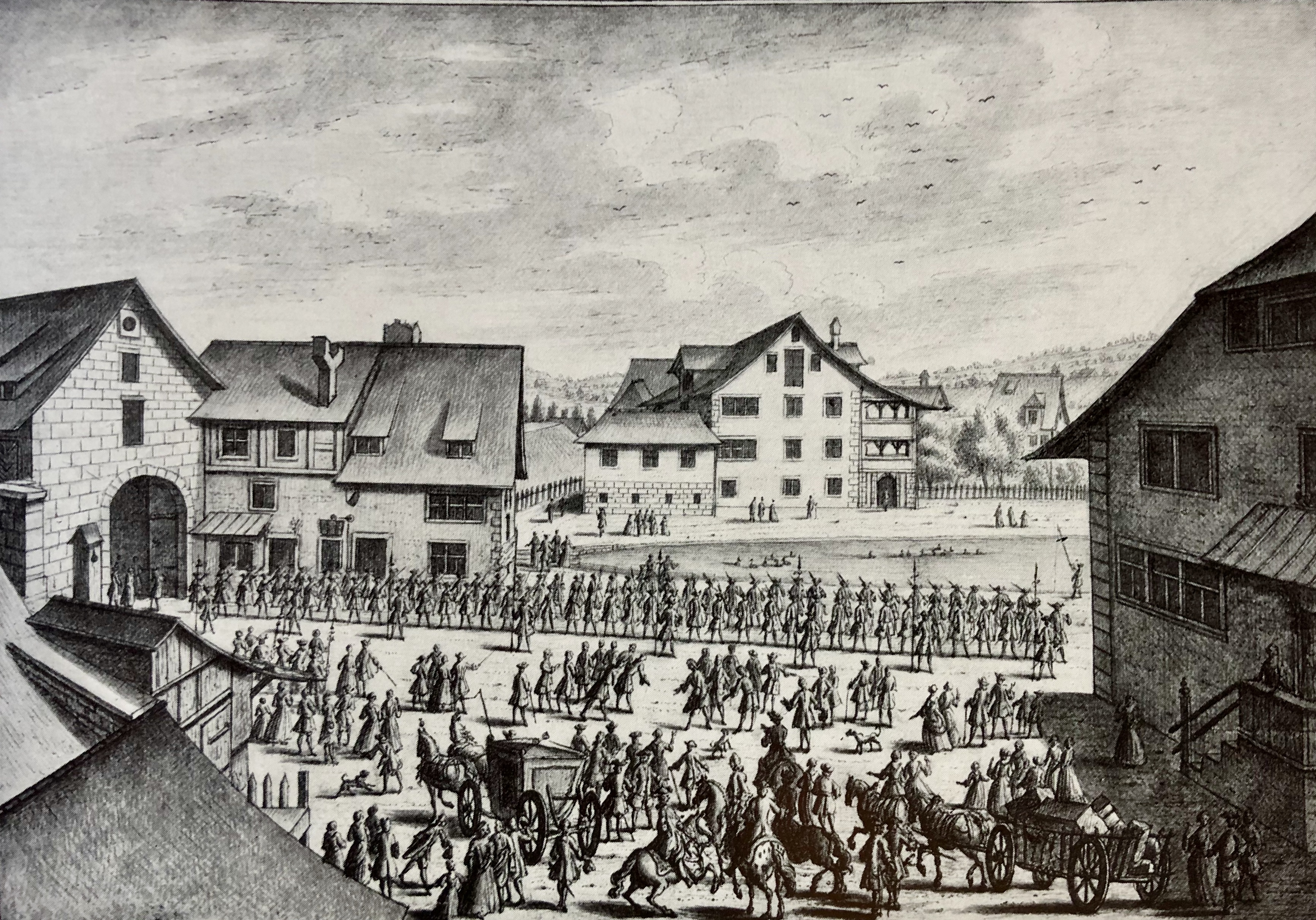
Die Sihlporte (links) um 1750, Zeichnung von Johann Caspar Ulinger
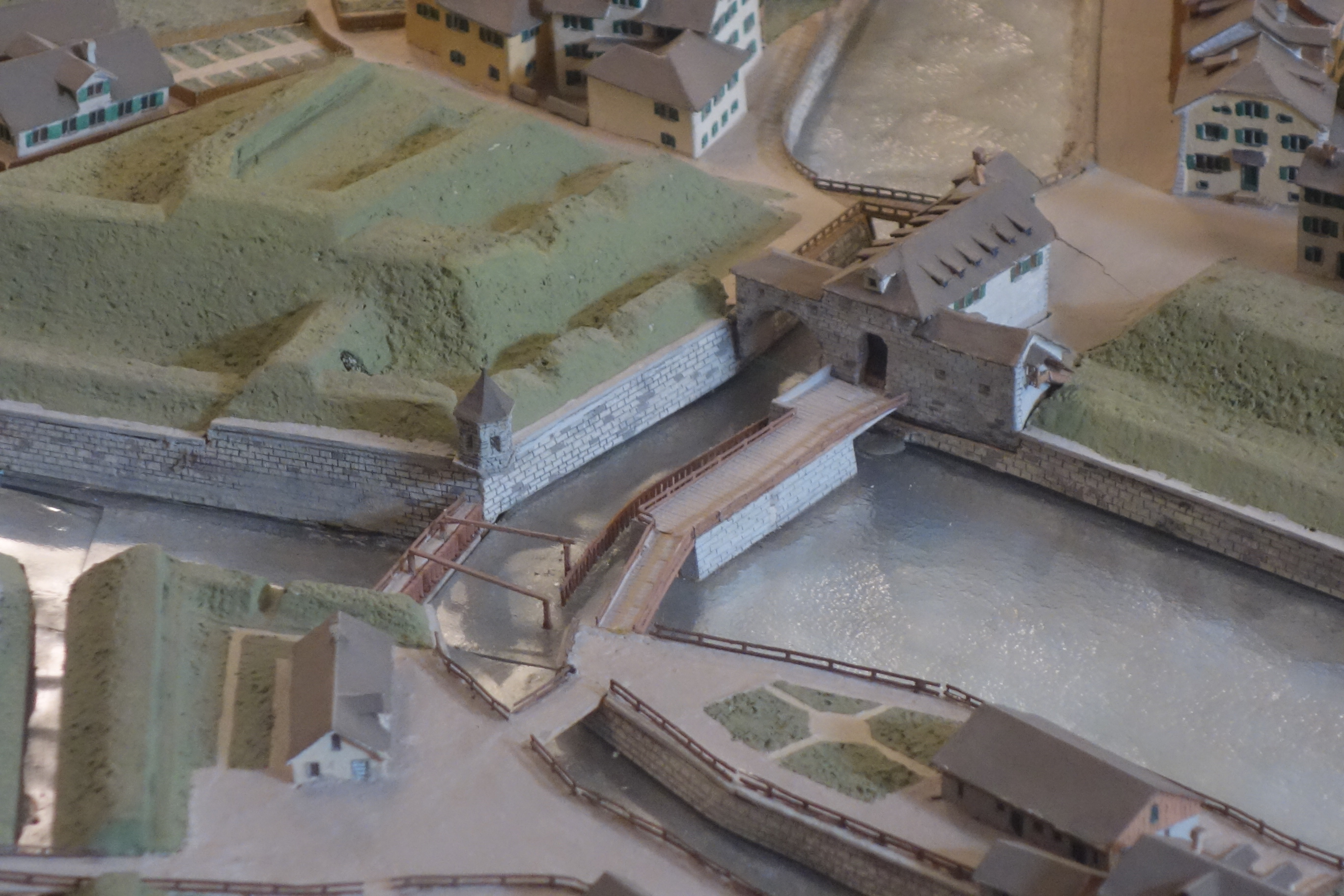
Die Sihlporte auf dem Stadtmodell von Hans Langmack
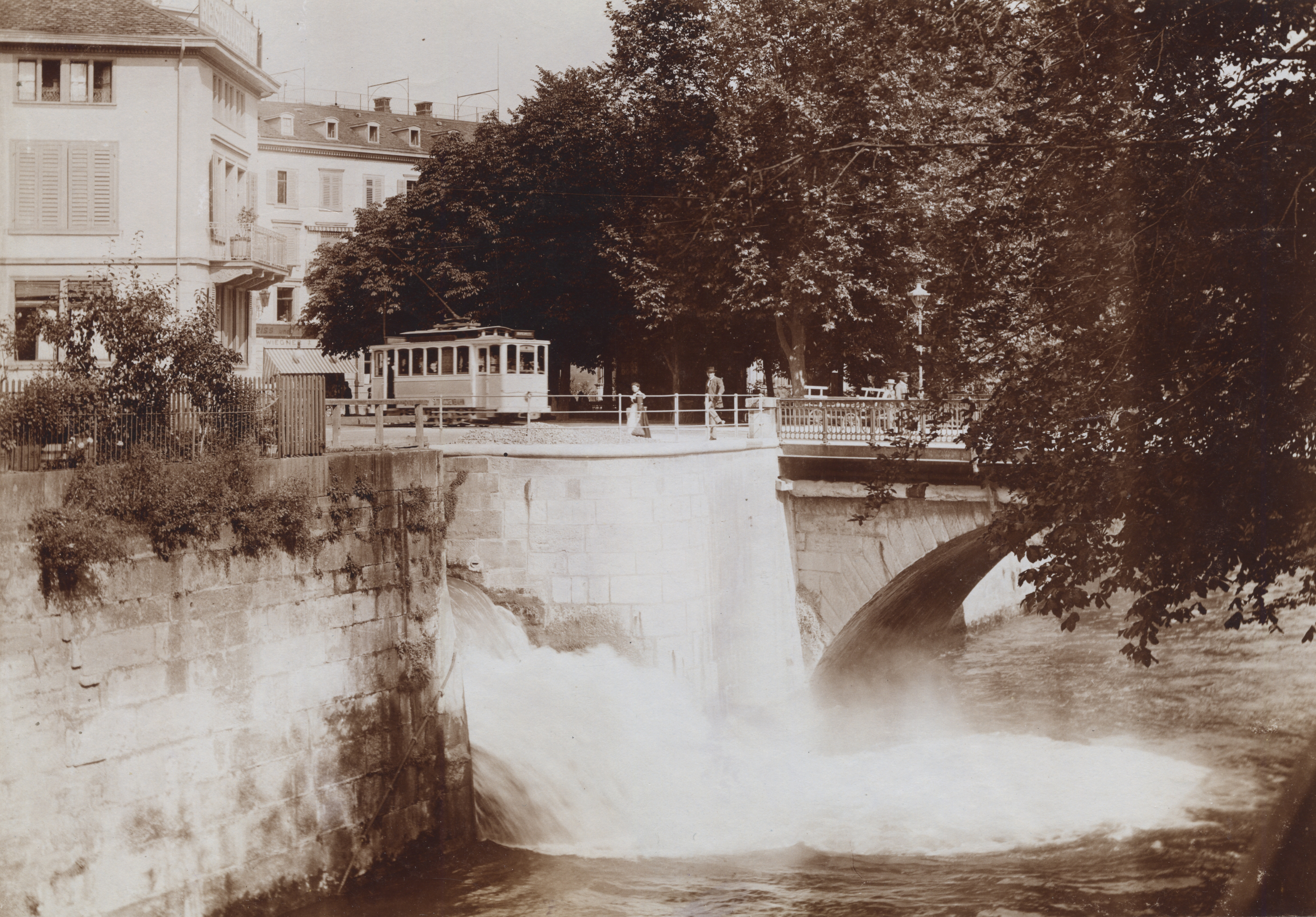
1902; ungefährer Standort der Porte links des Trams